# Marcela Saftiuc (Fiii lacrimilor tale)
Muzică folk Marcela Saftiuc este discul single al solistei Marcela Saftiuc, lansat de casa de discuri Electrecord în 1975.
Este al doilea disc al cântăreței, de această dată cu trei cântece de folk intitulate „Fiii lacrimilor tale”, „Vînt de seară” și „Trăim atîta vreme” din care primele două, muzica și versurile, sunt creație proprie.

## Piese
1. A1 „Fiii lacrimilor tale” – prelucrare de Marcela Saftiuc după un vechi cîntec popular (3' 27”)
2. B1 „Vînt de seară” – muzica și textul de Marcela Saftiuc (1' 43”)
3. B2 „Trăim atîta vreme” – textul Nicolae Labiș, muzica	de Marcela Saftiuc (2' 52”)

## Personal
- Voce și chitară – Marcela Saftiuc
- Maestru de sunet – ing. Erwin Șervan
- Redactor de disc – Iulia Maria Cristea